# Кацуба, Станислав Александрович
Станислав Александрович Кацуба (8 мая 1991, Хабаровск, СССР) — российский хоккеист, нападающий клуба КХЛ «Амур».

## Биография
Родился в 1991 году в Хабаровске. Его отец — Александр Станиславович Кацуба (р. 1955) — выпускник Хабаровского института народного хозяйства, кандидат экономических наук (2000 г.). С 2002 года занимает должность министра финансов Хабаровского края.
Станислав с детства занимался хоккеем, воспитанник хоккейной школы «Амур». Игровую карьеру начал в сезоне 2007/08, выступая за фарм-клуб казанского «Ак Барса» в первой лиге, где провёл два сезона. Сезон 2009/10 провёл в МХЛ. В 2010 году Кацуба вернулся в Хабаровск, где продолжал выступать в МХЛ за молодёжную команду «Амура» — «Амурские Тигры». В 2012 году Кацуба стал игроком саратовского «Кристалла», выступавшего в ВХЛ. В составе «Кристалла» провёл полтора сезона и сыграл 37 матчей, в которых забросил 3 шайбы. 
В январе 2014 года игрок подписал контракт с хабаровским «Амуром». Дебютировал в КХЛ 17 января в выездном матче с пражским клубом «Лев», в котором провёл на площадке две минуты. Свою первую шайбу в КХЛ Кацуба забросил в игре против Сибири 22 января 2019 года, спустя 6 лет после дебюта в КХЛ.